# Kośków
Kośków (ukr. Коськів) – wieś na Ukrainie w rejonie szepetowskim obwodu chmielnickiego.
Prywatna wieś szlachecka, położona w województwie wołyńskim, w 1739 roku należała do klucza Sulżyń Lubomirskich.

## Pałac
Od XVIII w. własność rodziny Krajewskich, którzy otrzymali wieś od ks. Janusza Sanguszko. Piętrowy pałac klasycystyczny od frontu posiadał portyk z czterema kolumnami jońskimi podtrzymującymi trójkątny fronton. Pałac kryty dachem czterospadowym. Wewnątrz m.in. obrazy Chełmońskiego, Siemiradzkiego.